# Kabupaten Rote Ndao
Kabupaten Rote Ndao är ett kabupaten i Indonesien.   Det ligger i provinsen Nusa Tenggara Timur, i den sydöstra delen av landet, 1 900 km öster om huvudstaden Jakarta. Antalet invånare är 119 908. Kabupaten Rote Ndao ligger på ön Pulau Roti.